# Сен-Мартен-ле-Татенгем
Сен-Мартен-ле-Татенгем (фр. Saint-Martin-lez-Tatinghem) — муніципалітет у Франції, у регіоні О-де-Франс, департамент Па-де-Кале. Сен-Мартен-ле-Татенгем утворено 1 січня 2016 року шляхом злиття муніципалітетів Сен-Мартен-о-Лаер i Татенгем. Адміністративним центром муніципалітету є Сен-Мартен-о-Лаер. Населення — 5916 осіб (01.01.2021).